# Феномен Кёбнера
Феномен Кёбнера (реакция Кёбнера, англ. Köbner phenomenon, Koebner phenomenon, Koebner response) или изоморфная реакция (изоморфная провоцирующая реакция, англ. isomorphic response) — синдром, характеризующийся поражением кожи в виде длинных линий, а также появлением свежих эритематозно-чешуйчатых высыпаний в области раздражения кожного покрова (царапин, ожогов, послеоперационных швов, очагов воспаления, расчёсов и др.), наблюдающийся в острой фазе некоторых дерматозов (псориаз, красный плоский лишай, герпетиформный дерматит Дюринга и др.).

## История

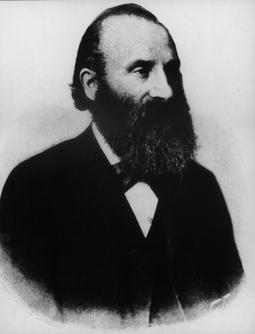
Генрих Кёбнер

Впервые этот феномен был описан немецким врачом-дерматологом Генрихом Кёбнером в 1872 году.
Первый зарегистрированный случай произошёл с пациентом, укушенным лошадью, который при этом страдал псориазом. Кёбнер обнаружил, что все свежие псориатические высыпания располагались точно по линиям следов от зубов животного.
Впоследствии он определил, что в острой фазе некоторых дерматозов, небольшая травма эпидермиса или постоянное раздражение какого-либо его участка провоцирует появление новых патологических изменений, локализованных строго по линиям действия повреждающего фактора.

## Этиология
Механизм изоморфной реакции до конца не изучен, поэтому и точные причины его появления неизвестны. Сам Кёбнер полагал, что этот феномен — признак врожденной «диспозиции» кожи с наследственным течением. Другие учёные рассматривали изоморфную реакцию как проявление аллергии, паракератотического диатеза с нарушенным процессом ороговения, следствием расстройства обменных процессов липидов и углеводов, стойким парезом сосудов или как признак инфекционного характера дерматологических заболеваний.
Многие специалисты, учитывая специфику проявления феномена Кёбнера, нередко рассматривают его как вероятную причину частой локализации псориаза в области шрамов, рубцов, на коже локтей, коленей и тех участках тела, которые часто подвергаются длительному трению и давлению. Также было установлено, что частота проявления данного феномена у пациентов, принимающих глюкокортикостероиды для лечения дерматозов, варьируется в пределах 16 — 60 %.

### Факторы, провоцирующие изоморфную реакцию
Механические:
- Расчёсы
- Царапины
- Инъекции
- Давление
- Трение
- Порезы

Физические:
- Ультрафиолетовое излучение
- Ожоги

Химические:
- Лекарства
- Щелочи
- Кислоты

Были описаны случаи возникновения данной реакции после: вакцинации, набивания татуировок, укусов насекомых или животных.

## Патогенез
Изоморфная реакция развивается в острой фазе основного заболевания и редко в преморбидной стадии. Возникает она обычно через 7 — 9 суток после повреждения кожи вне зависимости от повреждающего фактора, однако, отмечались как ранние случаи развития — спустя 3 — 4 дня, так и поздние, от 10 до 20 дней. Данный феномен более выражен и устойчив у детей.
Все изменения, которые происходят в эпидермисе под действием изоморфной реакции, соответствуют специфическим проявлениям основного дерматологического заболевания.

## Заболевания, при которых проявляется изоморфная реакция
В основном это дерматозы и некоторые другие заболевания:
- Псориаз
- Питириаз красный волосяной отрубевидный
- Красный плоский лишай
- Плоская бородавка
- Блестящий лишай
- Герпетиформный дерматит Дюринга
- Витилиго
- Склероатрофический лишай
- Эластоз перфорирующий серпигинозный
- Саркома Капоши
- Липоидный некробиоз
- Системная красная волчанка
- Ювенильный идиопатический артрит
- Болезнь Стилла
- Кожный лейшманиоз
- Прочие

Подобная реакция также происходит при гангренозной пиодермии и болезни Адамантиадиса — Бехчета, и называется она патергией.

## Лечение
Устранение симптомов изоморфной реакции напрямую связано с лечением основного дерматоза, так как она не является самостоятельным заболеванием, а лишь ответной специфической реакцией кожи при различных заболеваниях.

## Феномен Кёбнера как диагностикум
Феномен Кёбнера также используют в качестве провокационного теста. Дерматологи искусственно могут вызывать изоморфную реакцию с целью диагностирования стадии болезни (псориаза, красного плоского лишая и др.). Для этого они тонкой стерильной иглой скарифицируют кожу на участке, свободном от высыпаний, и в течение 10—14 дней наблюдают за всеми реакциями кожи. При появлении характерных для определённого дерматоза кожных высыпаний вдоль линии скарификации эпидермиса, изоморфную реакцию считают положительной, что соответствует прогрессирующей стадии болезни.